# Desinić Gora
Desinić Gora falu Horvátországban Krapina-Zagorje megyében. Közigazgatásilag Desinićhez tartozik.

## Fekvése
Krapinától 16 km-re nyugatra, községközpontjától 3 km-re északra a Horvát Zagorje északnyugati részén fekszik.

## Története
A településnek 1857-ben 312, 1910-ben 490 lakosa volt. Trianonig Varasd vármegye Pregradai járásához tartozott. A településnek 2001-ben 153 lakosa volt.

## Külső hivatkozások
Desinić község hivatalos oldala